# Seznam československých vítězů Mezinárodní a Světové trofeje na motocyklové šestidenní
V hlavní soutěži Mezinárodní motocyklové šestidenní zvítězili českoslovenští jezdci celkem v 15 ročnících. Na těchto vítězstvích se podílelo celkem 35 závodníků, řada z nich opakovaně. Níže následuje jejich seznam, a to jak podle ročníků, tak abecední:

## Podle roků

### 1947
Richard Dusil (Jawa 250), Jaroslav Simandl (Jawa 250), Václav Stanislav (Jawa 350), Jan Bednář se spolujezdcem Karlem Hanzlem (Jawa 600)

### 1952
Čeněk Kohlíček (ČZ 150), Jaroslav Pudil (ČZ 150), Richard Dusil (Jawa 250), Jan Novotný (Jawa 250), Jiří Kubeš (Jawa 250)

### 1954
Jaroslav Pudil (ČZ 150), Zdeněk Polánka (ČZ 150), Vladimír Šedina (Jawa 250), Jiří Kubeš (Jawa 250), Saša Klimt (Jawa 250)

### 1956
Miloslav Souček (ČZ 125), Bohuslav Roučka (ČZ 125), Jaroslav Pudil (ČZ 150), Zdeněk Polánka (ČZ 150), Vladimír Šedina (Jawa 250), Saša Klimt (Jawa 250)

### 1958
Bohuslav Roučka (ČZ 125), Zdeněk Polánka (ČZ 175), Jaroslav Pudil (ČZ 175), Saša Klimt (Jawa 250), Antonín Matějka (Jawa 250), Vladimír Šedina (Jawa 350)

### 1959
Bohuslav Roučka (ČZ 125), Zdeněk Polánka (ČZ 175), Jaroslav Pudil (ČZ 175), Saša Klimt (Jawa 250), Antonín Matějka (Jawa 250), Vladimír Šedina (Jawa 350)

### 1962
Bohuslav Roučka (ČZ 125), Drahoslav Miarka (ČZ 175), Zdeněk Polánka (ČZ 175), František Bouška (Jawa 250), František Höffer (Jawa 350), Vladimír Štěpán (Jawa 350)

### 1970
Petr Čemus (Jawa 175), František Mrázek (Jawa 250), Zdeněk Češpiva (Jawa 250), Květoslav Mašita (Jawa 350), Jaroslav Bříza (Jawa 360), Josef Fojtík (Jawa 360)

### 1971
Petr Čemus (Jawa 250), František Mrázek (Jawa 250), Květoslav Mašita (Jawa 350), Jaroslav Bříza (Jawa 360), Zdeněk Češpiva (Jawa 360), Josef Fojtík (Jawa 360)

### 1972
Petr Čemus (Jawa 250), František Mrázek (Jawa 250), Jaroslav Bříza (Jawa 350), Josef Císař (Jawa 350), Zdeněk Češpiva (Jawa 350), Josef Fojtík (Jawa 500)

### 1973
Petr Čemus (Jawa 250), František Mrázek (Jawa 250), Josef Císař (Jawa 350), Květoslav Mašita (Jawa 350), Zdeněk Češpiva (Jawa 500), Josef Fojtík (Jawa 500)

### 1974
Petr Čemus (Jawa 250), Jiří Stodůlka (Jawa 250), Josef Císař (Jawa 350), Květoslav Mašita (Jawa 350), Zdeněk Češpiva (Jawa 500), Josef Fojtík (Jawa 500)

### 1977
František Mrázek (Jawa 250), Josef Císař (Jawa 350), Květoslav Mašita (Jawa 350), Jiří Stodůlka (Jawa 500), Stanislav Zloch (Jawa 500), Otakar Toman (Jawa 750)

### 1978
František Mrázek (Jawa 250), Jozef Chovančík (Jawa 250), Květoslav Mašita (Jawa 350), Jiří Pošík (Jawa 350), Jiří Stodůlka (Jawa 500), Stanislav Zloch (Jawa 500)

### 1982
Jiří Císař (Jawa 125), Vladimír Janouš (Jawa 175), Zdeněk Bělský (Jawa 175), Emil Čunderlík (Jawa 250), Jozef Chovančík (Jawa 500), Stanislav Zloch (Jawa 500)

## Podle abecedy

### B
- Jan Bednář
- Zdeněk Bělský
- František Bouška
- Jaroslav Bříza

### C
- Jiří Císař
- Josef Císař

### Č
- Petr Čemus
- Zdeněk Češpiva
- Emil Čunderlík

### D
- Richard Dusil

### F
- Josef Fojtík

### H
- Karel Hanzl
- František Höffer

### Ch
- Jozef Chovančík

### J
- Vladimír Janouš

### K
- Saša Klimt
- Čeněk Kohlíček
- Jiří Kubeš

### M
- Květoslav Mašita
- Antonín Matějka
- Drahoslav Miarka
- František Mrázek

### N
- Jan Novotný

### P
- Zdeněk Polánka
- Jiří Pošík
- Jaroslav Pudil

### R
- Bohuslav Roučka

### S
- Jaroslav Simandl
- Miloslav Souček
- Václav Stanislav
- Jiří Stodůlka

### Š
- Vladimír Šedina
- Vladimír Štěpán

### T
- Otakar Toman

### Z
- Stanislav Zloch